# 1911 en France
Chronologie de la France
- 1907
- 1908
- 1909
- 1910
- 1911
- 1912
- 1913
- 1914
- 1915

Cette page concerne l'année 1911 du calendrier grégorien.

## Événements
- 14 février : accident ferroviaire de Courville[1].
- 18 février : L'Illustration publie un article sur « Les Essais d'une mode nouvelle » avec des photographies de la jupe-culotte lancée par Paul Poiret[2].
- 28 février : démission du gouvernement d’Aristide Briand[3].

- 2 mars : Ernest Monis président du Conseil[4].
- 11 mars : la France s'aligne sur l'heure du méridien de Greenwich et abandonne le méridien de Paris[5]. Il est question que le Royaume-Uni adopte, en échange, le système métrique[6].
- 13 mars : décret réorganisant le ministère de l'intérieur qui perd son contrôle sur l'administration pénitentiaire qui est placée sous l'autorité du Garde des Sceaux[7].

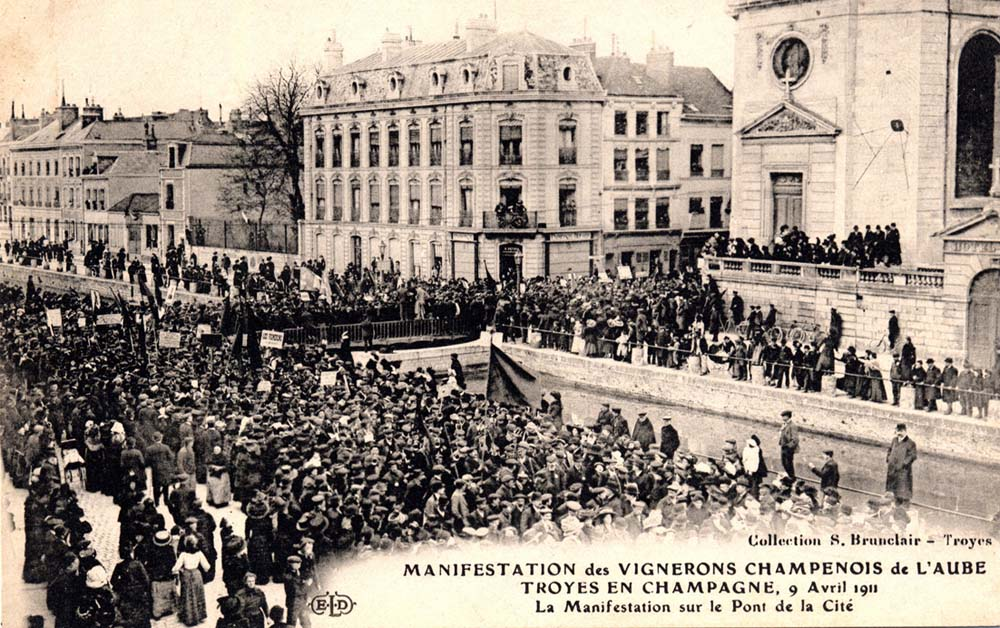
Manifestation des vignerons de l'Aube à Troyes.

- 9 avril, Troyes : révolte des vignerons de l'Aube qui obtiennent le 7 juin le rattachement de leur département à la Champagne viticole[8].
- 21 avril-13 juin : Salon des indépendants, point de départ du cubisme de salon[9].
- 23 avril : la France intervient militairement au Maroc pour dégager la ville de Fès menacée par les tribus hostiles au sultan Abd al-Hafid[10]. 23 000 soldats sont mobilisés sous les ordres du général Moinier. Début officiel de la guerre de pacification du Maroc. Elle dure 23 ans.
- 30 avril-6 mai : exposition internationale textile du Nord de la France à Roubaix[11].

- 21 mai :

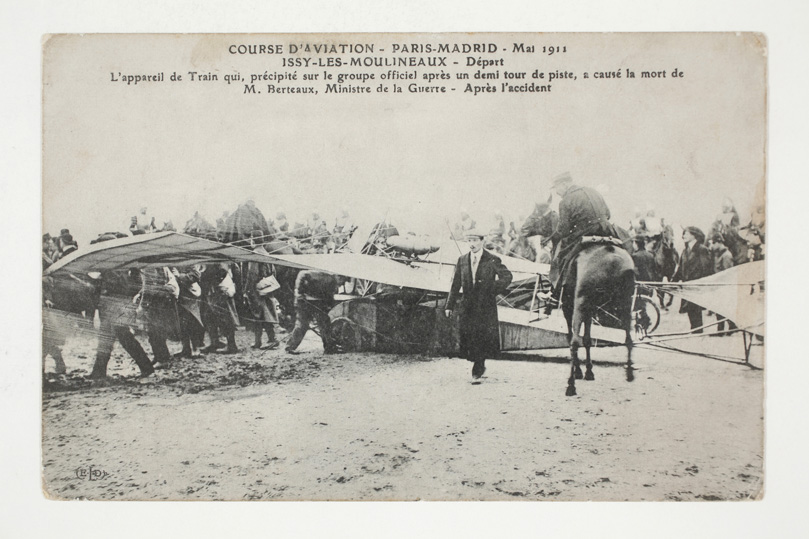
L'appareil qui a causé la mort de M. Berteaux.

  - le ministre de la Guerre Maurice Berteaux est tué et le président du Conseil Ernest Monis est grièvement blessé par un avion au départ du Paris-Madrid à Issy-les-Moulineaux[12]
  - une colonne française partie de Kénitra entre à Fès. Le 8 juin elle occupe Meknès où Zin al-Abidin, frère de Moulay Hafid, qui s’est fait proclamé sultan, doit se rendre ; elle rentre à Rabat le 8 juillet après avoir sécurisé la route entre Fès et le littoral[13].

- 21-26 mai : Jules Védrines remporte la course aérienne Paris-Madrid organisée par le journal Le Petit Parisien sur un monoplan Morane-Borel[14].
- 31 mai-1er juin : premier congrès international de réglementation aérienne à Paris[15].

- 2 juin : Adrien Alger crée la première troupe d’éclaireurs unionistes à l’Union chrétienne de jeunes gens (UCJG) de Boulogne-Billancourt[16], ancêtre des Éclaireuses et Éclaireurs unionistes de France (EEUdF).
- 22 juin : discussion sur la réforme électorale (amendement Malavialle) ; la Chambre repousse le scrutin majoritaire par 341 voix contre 223[17].
- 27 juin : Joseph Caillaux nommé président du Conseil à la suite de la démission d’Ernest Monis le 23 juin, forme un gouvernement radical[12].

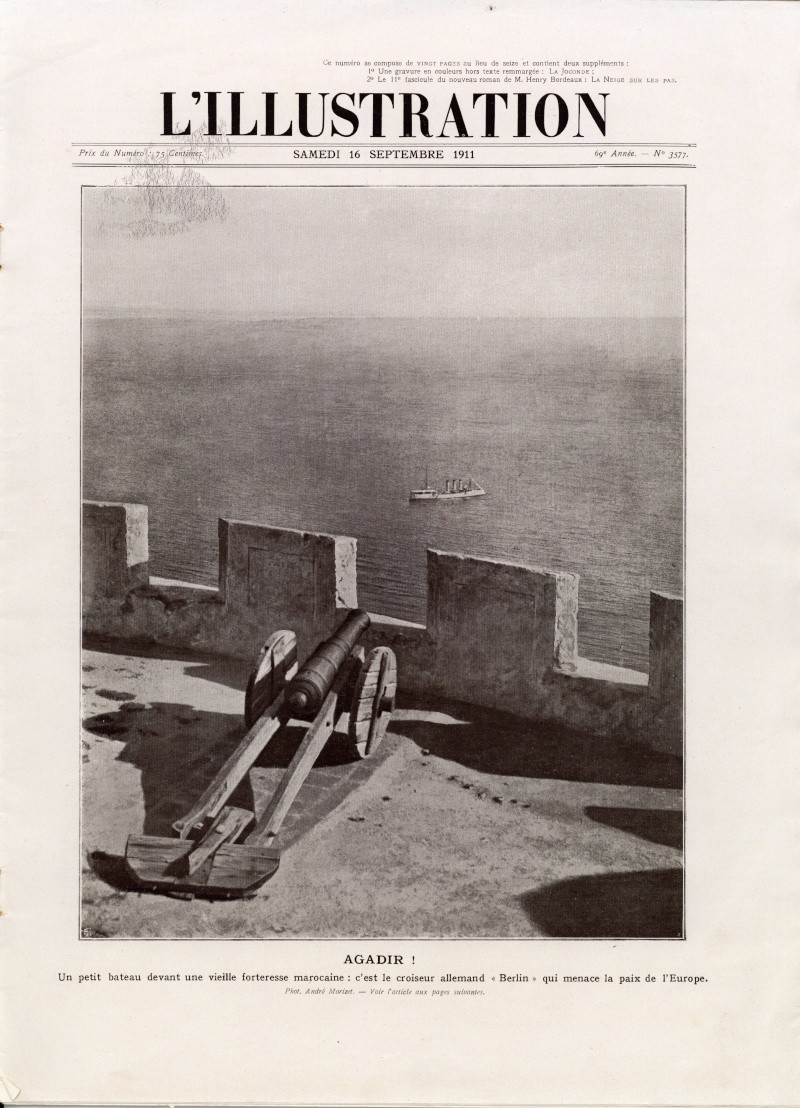
Le croiseur allemand «Berlin» devant la forteresse d'Agadir au Maroc.

- 1er juillet : coup d’Agadir. Un cuirassé allemand, le Panther, se présente dans le port d’Agadir, pour protester contre l’avancée des troupes françaises au Maroc. Début de la Seconde crise marocaine[13].
- 9 juillet : une vague de chaleur (avec 37,7° à Paris) frappe la France de juillet à septembre provoquant 40 000 morts, essentiellement de jeunes enfants[18].
- 15 juillet : Le monument à Alfred Sisley est inauguré[19] sous la présidence d'Étienne Dujardin-Beaumetz au Champ de Mars à Moret-sur-Loing[20].
- 26 juillet : le journal La Guerre sociale publie les aveux de Luc Métivier selon lesquels il travaillait pour les Renseignements généraux comme agent provocateur pour permettre à Clemenceau de dissoudre la CGT lors de la Grève de Draveil-Villeneuve-Saint-Georges. L'affaire est portée à la Chambre le 23 novembre suivant[21].

- 22 août : La Joconde est volée au Louvre ; le chef-d'œuvre de Léonard de Vinci est retrouvé deux ans plus tard, en Italie[22]. Le voleur, Vincenzo Peruggia, est un nationaliste italien qui considère que l'œuvre a été volée par la France à l'Italie, ce qui est faux (la France l'avait acquise par un legs volontaire de Léonard de Vinci à François Ier).

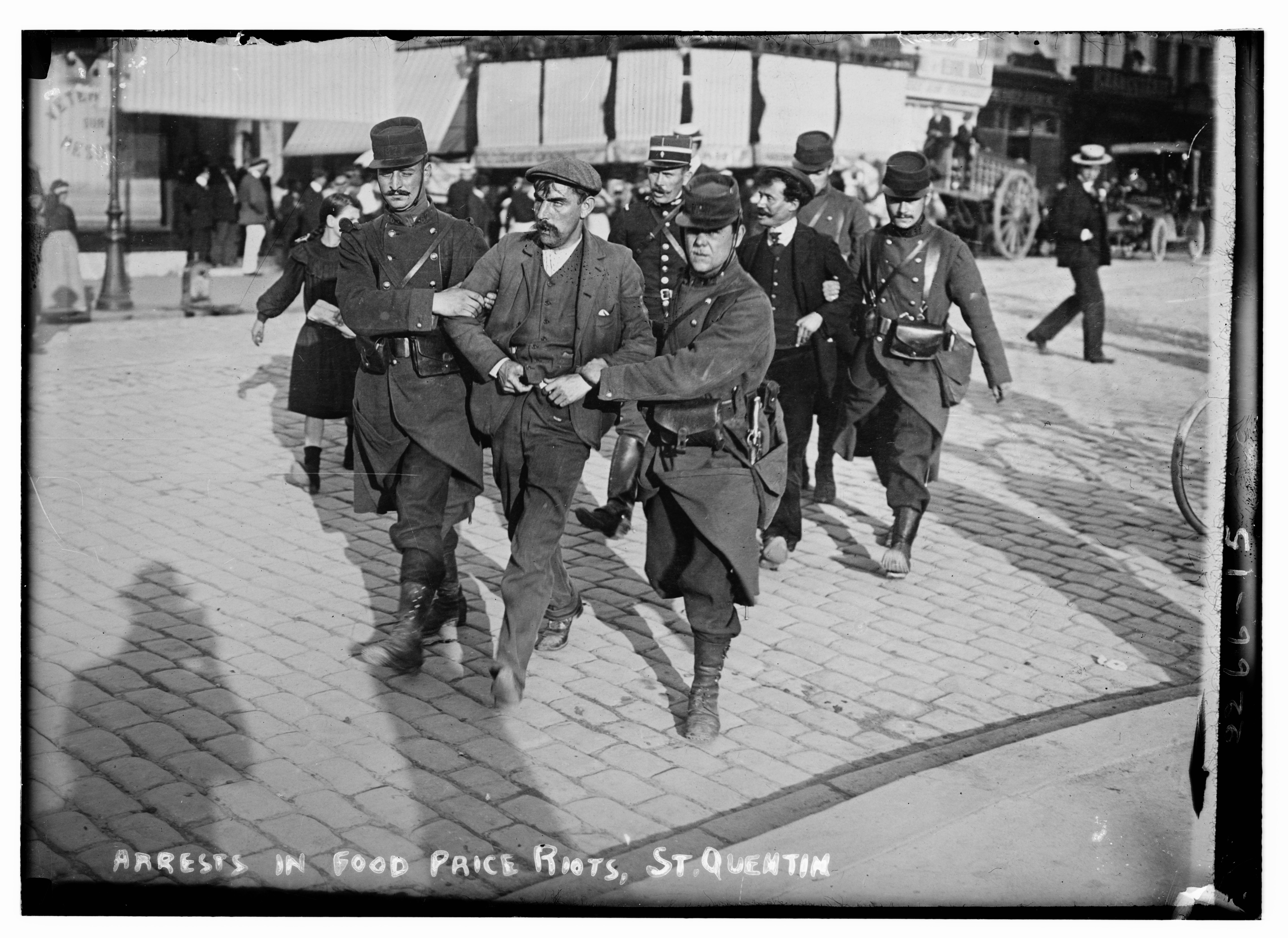
Arrestations lors des émeutes de Saint-Quentin.

- 30-31 août : émeutes de Saint-Quentin contre la vie chère. Pillage des halles municipales et des magasins environnants. L'armée intervient en renfort de la police, procédant à de nombreuses arrestations[23].
- 1 septembre : terrible canicule s’abat sur Paris, causant la mort de plus de 46 000 personnes, dont 30 000 enfants. Devant l'école religieuse de l'Assomption Lubeck, dans le 16e arrondissement de Paris, les effets de la chaleur sont dévastateurs. De nombreux ouvriers, pris au piège d’une vague de chaleur soudaine, perdent la vie alors qu’ils travaillent à la construction d’une élégante demeure sur la Place des États-Unis. En réaction à cette tragédie, les autres ouvriers de Paris décident de se mettre en grève, pendant plusieurs jours dénonçant des conditions de travail dangereuses et insoutenables face aux températures extrêmes.

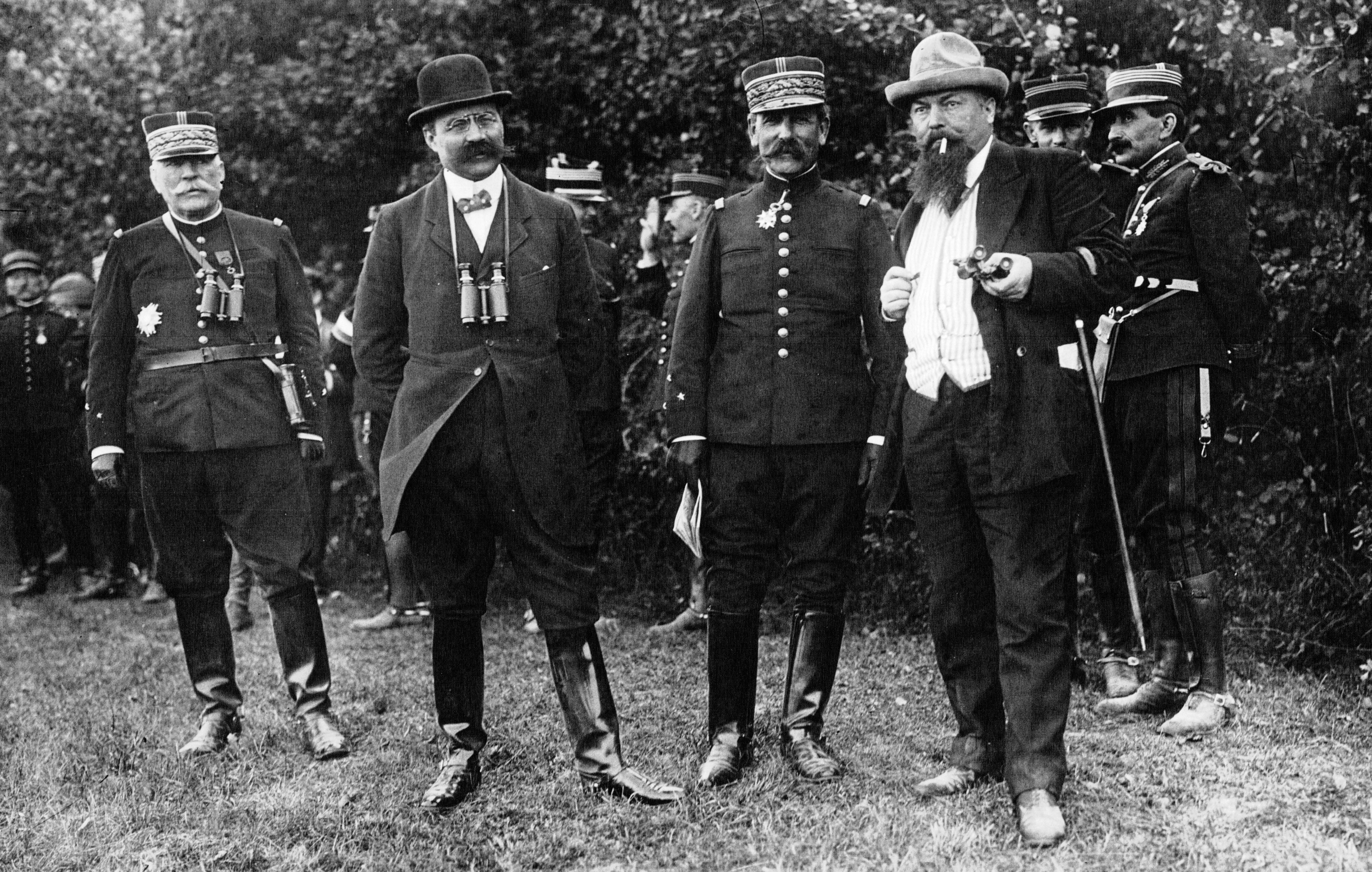
Joseph Joffre, Adolphe Messimy et Nicolas Chomer, de gauche à droite, lors des manœuvres de 1911.

- 4 septembre : Roland Garros bat le record du monde d’altitude en avion (3 910 m)[24], parade des navires dans la rade de Toulon.
- 11 septembre : le premier système d'immatriculation des automobiles est défini[25], Grandes manœuvres de l'est dans la région de Belfort.

- 25 septembre : explosion du cuirassé Liberté à Toulon à cause de l'inflammation spontanée de la poudre B utilisée comme charge explosive pour les obus, entraînant la mort de plus de 300 marins[26].

- 1er octobre-8 novembre : Salon d'automne au Grand Palais. La présence des cubistes fait sensation[27].
- 4 novembre : convention franco-allemande réglant la seconde crise marocaine, les Allemands obtenant pour leur retrait du Maroc une compensation au Congo, les Français récupèrent le Bec de Canard au Tchad[13].
- 23 novembre : accident ferroviaire de Montreuil-Bellay[28].

- 2 décembre : création des Éclaireurs de France, association de scoutisme française, par Nicolas Benoit[16].
- 21 décembre : premier braquage avec utilisation d'une automobile par Jules Bonnot, Octave Garnier et Raymond Callemin, membres de la bande à Bonnot, au 148 rue Ordener à Paris contre la Société générale[29].